# هایمن، گوانگدونگ
هایمن، گوانگدونگ (به لاتین: Haimen) یک شهرک در جمهوری خلق چین است که در چایانگ واقع شده‌است. هایمن ۳۸٫۵ کیلومتر مربع مساحت و ۱۱۴٬۳۰۰ نفر جمعیت دارد.